# Verónica Vallejos Gonzalez
Verónica Vallejos (Asunción, Paraguay, 14 de enero de 1997) es una jugadora de futsal paraguaya. Actualmente se desempeña como ala en el Club Atlético San Lorenzo de Almagro de Argentina con el que disputa el Torneo de AFA. Además es una de las integrantes de la Selección Paraguaya de Futsal Femenino que conquistó el oro en los Juegos Surmaericanos de 2022 y también disputó la última Copa América en Argentina con la Albirroja. 

## Palmarés

### Títulos nacionales de futsal
| Título           | Club           | País     | Año  |
| ---------------- | -------------- | -------- | ---- |
| APF Liga Premium | Sport Colonial | Paraguay | 2021 |

### Podios Internacionales de Futsal
| Título                 | Club                  | País     | Año  |
| ---------------------- | --------------------- | -------- | ---- |
| Copa Libertadores 2022 | Sport Colonial        | Bolivia  | 2022 |
| ODESUR                 | Selección de Paraguay | Paraguay | 2022 |